# Dicée pygmée
Dicaeum pygmaeum
Espèce
Répartition géographique
Statut de conservation UICN

 LC  : Préoccupation mineure
Le Dicée pygmée (Dicaeum pygmaeum) est une espèce de passereaux des Philippines placée dans la famille des Dicaeidae.

## Répartition
Il est endémique des Philippines.

## Habitat
Il habite les forêts humides tropicales et subtropicales.

## Systématique

### Sous-espèces
D'après le Congrès ornithologique international, cette espèce est constituée des cinq sous-espèces suivantes (ordre phylogénique) :
- Dicaeum pygmaeum palawanorum Hachisuka, 1926 ;
- Dicaeum pygmaeum fugaense Parkes, 1988  ;
- Dicaeum pygmaeum salomonseni Parkes, 1962  ;
- Dicaeum pygmaeum pygmaeum (Kittlitz), 1833 ;
- Dicaeum pygmaeum davao Mearns, 1905.